# العلاقات التركية السريلانكية
العلاقات التركية السريلانكية هي العلاقات الثنائية التي تجمع بين تركيا وسريلانكا.

## مقارنة بين البلدين
هذه مقارنة عامة ومرجعية للدولتين:
| وجه المقارنة                                              | تركيا         | سريلانكا                         |
| --------------------------------------------------------- | ------------- | -------------------------------- |
| المساحة (كم2)                                             | 783.56 ألف    | 65.61 ألف                        |
| عدد السكان (نسمة)                                         | 80.14 مليون   | 21.44 مليون                      |
| الكثافة السكانية (ن./كم²)                                 | 102.28        | 326.78                           |
| العاصمة                                                   | أنقرة         | سري جاياواردنابورا كوتي، كولمبو  |
| اللغة الرسمية                                             | اللغة التركية | اللغة السنهالية، اللغة التاميلية |
| العملة                                                    | ليرة تركية    | روبية سريلانكي                   |
| الناتج المحلي الإجمالي (بليون دولار)                      | 851.10 مليار  | 87.17 مليار                      |
| الناتج المحلي الإجمالي (تعادل القوة الشرائية) بليون دولار | 1.57 تريليون  | 246.62 مليار                     |
| الناتج المحلي الإجمالي الاسمي للفرد دولار أمريكي          | 9.12 ألف      | 3.93 ألف                         |
| الناتج المحلي الإجمالي للفرد دولار أمريكي                 | 19.79 ألف     | 11.11 ألف                        |
| مؤشر التنمية البشرية                                      | 0.761         | 0.757                            |
| رمز المكالمات الدولي                                      | +90           | +94                              |
| رمز الإنترنت                                              | .tr           | .lk،                             |
| المنطقة الزمنية                                           | ت ع م+03:00   | ت ع م+05:30                      |

## منظمات دولية مشتركة
يشترك البلدان في عضوية مجموعة من المنظمات الدولية، منها:
| علم المنظمة | اسم المنظمة                               | تاريخ انضمام تركيا | تاريخ انضمام سريلانكا |
| ----------- | ----------------------------------------- | ------------------ | --------------------- |
|             | بنك التنمية الآسيوي                       | 1991               | 1966                  |
|             | مؤسسة التنمية الدولية                     | 22 ديسمبر 1960     | 27 يونيو 1961         |
|             | يونسكو                                    | 4 نوفمبر 1946      | 14 نوفمبر 1949        |
|             | وكالة ضمان الاستثمار متعدد الأطراف        | 3 يونيو 1988       | 27 مايو 1988          |
|             | الأمم المتحدة                             | 24 أكتوبر 1945     | 14 ديسمبر 1955        |
|             | الاتحاد البريدي العالمي                   | ?                  | ?                     |
|             | البنك الدولي للإنشاء والتعمير             | 11 مارس 1947       | 29 أغسطس 1950         |
|             | المنظمة الهيدروغرافية الدولية             | ?                  | ?                     |
|             | الاتحاد الدولي للاتصالات                  | 1866               | 1897                  |
|             | منظمة حظر الأسلحة الكيميائية              | ?                  | ?                     |
|             | مؤسسة التمويل الدولية                     | 19 ديسمبر 1956     | 20 يوليو 1956         |
|             | المركز الدولي لتسوية المنازعات الاستشارية | 2 أبريل 1989       | 11 نوفمبر 1967        |
|             | منظمة التجارة العالمية                    | 26 مارس 1995       | ?                     |
|             | منظمة الشرطة الجنائية الدولية             | ?                  | ?                     |

## وصلات خارجية
- موقع وزارة الخارجية التركية
- موقع وزارة الخارجية السريلانكية